# Achille Tedeschi
Achille Antonio Ferdinando Tedeschi (Padova, 19 gennaio 1841 – Ravenna, 5 gennaio 1912) è stato un patriota e politico italiano.
Partecipò come volontario alla seconda e terza guerra di indipendenza italiana, fu fra i promotori ed animatori del moto polesano de La Boje (1884) e deputato nella XVI legislatura del Regno d'Italia.

## Biografia
Figlio di Germano (1808 - 1885) e Antonia Brusco (1811 – 1903), primogenito di sei fratelli, di famiglia benestante, trascorse la fanciullezza a Venezia.
Appena diciottenne partecipò alla seconda guerra di indipendenza e dopo l'armistizio di Villafranca si trasferì a Polesella (Rovigo), paese natale della madre, il 27 agosto 1859.
Prese parte successivamente alla terza guerra di indipendenza dove partecipò alla battaglia di Custoza.
Nel 1869 conobbe Giovanna De Paoli, sorella di un patriota polesellano, con cui rimase legato tutta la vita e da cui ebbe due figli, Pio Achille e Pia Elvira.
Negli anni successivi svolse un'intensa attività politica finalizzata a migliorare la situazione sociale ed economica delle classi povere del Polesine promuovendo la costituzione delle prime Società di mutuo soccorso. Nel 1870 partecipò alla fondazione della “Società operaia di mutuo soccorso” di Polesella di cui sarà a lungo presidente.
Convinto anticlericale, nel 1872, come testimone ad un processo penale a Rovigo, si rifiutò di giurare sulla Bibbia dichiarando di “ essere libero pensatore; non avere perciò altra credenza salvo quella della fede dell'uomo onesto" così come l'altro testimone Gualtiero Lorigiola (medico e patriota nelle campagne risorgimentali del 1859 -60 -61 assieme ad Achille Tedeschi).
In quegli anni i primi rifiuti di giurare secondo credenze religiose di alcuni "liberi pensatori” crearono diversi problemi procedurali. La questione fu dibattuta nel 1872 e anni successivi e risolta con la modifica dell'articolo del codice di procedura penale.
Inizialmente esponente della componente Radicale partecipò attivamente alla vita politica della sinistra polesana e fece parte del “Comitato Radicale Provinciale di Rovigo” per le elezioni politiche del 1882 che riuniva i rappresentanti più autorevoli delle correnti democratiche. Oltre ai democratici radicali con Nicola Badaloni, Achille Tedeschi e Amos Occari erano presenti, fra gli altri, repubblicani come Alberto Mario, socialisti come Francesco Ortore e Guglielmo Panzacchi ed anarchici.
Dopo la disastrosa alluvione del Polesine del settembre 1882, la situazione di profonda miseria delle masse contadine polesane divenne insostenibile e sfociò in un periodo di lotte e di scioperi dei braccianti e dei contadini ricordato con il nome “La Boje“ dal grido degli scioperanti “La boje! De boto la va de fora!”(Bolle! e fra poco fuoriesce).
Si trattò, secondo Bruno Pirani, del primo grande sciopero agricolo nazionale dopo l'unità d'Italia.
Le agitazioni, sostenute dalle neonate Società Democratiche, iniziarono nel Polesine, si estesero nel Mantovano e nel Trevigiano culminando con gli estesi scioperi dell'estate del 1884.
Achille Tedeschi che presiedeva il “Comitato esecutivo della Società Democratica” di Polesella fu uno dei principali ispiratori e dirigenti dei moti contadini e bracciantili tesi a spuntare migliori condizioni di lavoro e di retribuzione dai proprietari terrieri.
I moti vennero duramente repressi. I militari intervennero in sostituzione degli scioperanti, mentre i carabinieri vennero inviati a placare la protesta con l'arresto dei promotori e di molti scioperanti. Il Tedeschi venne carcerato come promotore del movimento e come conferenziere.
Dopo tre mesi di carcerazione preventiva fu assolto in istruttoria.
Alle elezioni politiche del 1886 (XVI legislatura), sulla scia di questa grande riconoscibilità, venne eletto deputato della sinistra radicale nel collegio di Rovigo.
Il 3 febbraio 1887 presentò alla camera  assieme ad Andrea Costa, Nicola Badaloni ed Ettore Ferrari, uno storico ordine del giorno di biasimo della richiesta governativa di fondi per la guerra coloniale, dopo la sconfitta di Dogali in Etiopia. 
La proposta illustrata dall'on. Andrea Costa, che concludeva il suo intervento con la nota frase “Per una impresa non nobile non ci sentiamo di dare né un uomo né un soldo”, fu votata dai soli quattro proponenti e 391 voti contrari.
Secondo Romain Rainero costituì il primo clamoroso elemento di affermazione di un anticolonialismo cosciente e ripensato che riuniva non solo la condanna di un'impresa che qualcuno voleva continuare, ma quella della sua stessa origine e ragion d'essere.
Nel 1890 presiedette il Comitato Provinciale Socialista di Rovigo che era stato costituito per l'individuazione dei candidati in vista delle elezioni politiche.
Fu consigliere comunale a Polesella dal 1881 al 1894.
Nel 1894 fondò a Copparo, assieme a Pietro Farini, e diresse il primo periodico socialista della provincia di Ferrara il “Pantalone”..
Nel 1903 si trasferì a Ravenna. Nel giugno del 1911 rispose con una breve nota all'amico Gino Piva che lo invitava a collaborare alla stesura della sua opera, rimasta inedita, “Tre figure di una stessa terra: A.Tedeschi, N.Badaloni, A.Mario”.
Nel declinare l'invito, così si espresse: “ Mio caro Gino, malato di profondo esaurimento nervoso, scrivo con fatica queste poche righe; di quel tempo non ricordo neanche i nomi degli amici di ogni giorno. Sono un morto-vivo. Ti abbraccio e grazie della tua gentile ricordanza. Tuo sempre, Achille”.
Morì il 5 gennaio dell'anno successivo. In sua memoria è intitolata una strada di Polesella.